# Limours
Limours är en kommun i departementet Essonne i regionen Île-de-France i norra Frankrike. Kommunen ligger i kantonen Limours som tillhör arrondissementet Palaiseau. År 2022 hade Limours 6 408 invånare.

## Befolkningsutveckling
Antalet invånare i kommunen Limours
| Referens: INSEE |